# Hvordan er det egentlig med musikken på Strøget?
Hvordan er det egentlig med musikken på Strøget? er en dansk dokumentarfilm fra 1973 med instruktion og manuskript af Ib Lucas.

## Handling
Filmen følger nogle musikere på Strøget. Hvorfor kan man ikke få lov til at spille, når butiksejere f.eks., frit kan udstille? Et argument i den tids samfundsdebat om kunstens ytringsfrihed.